# 長野県道136号信濃追分停車場線

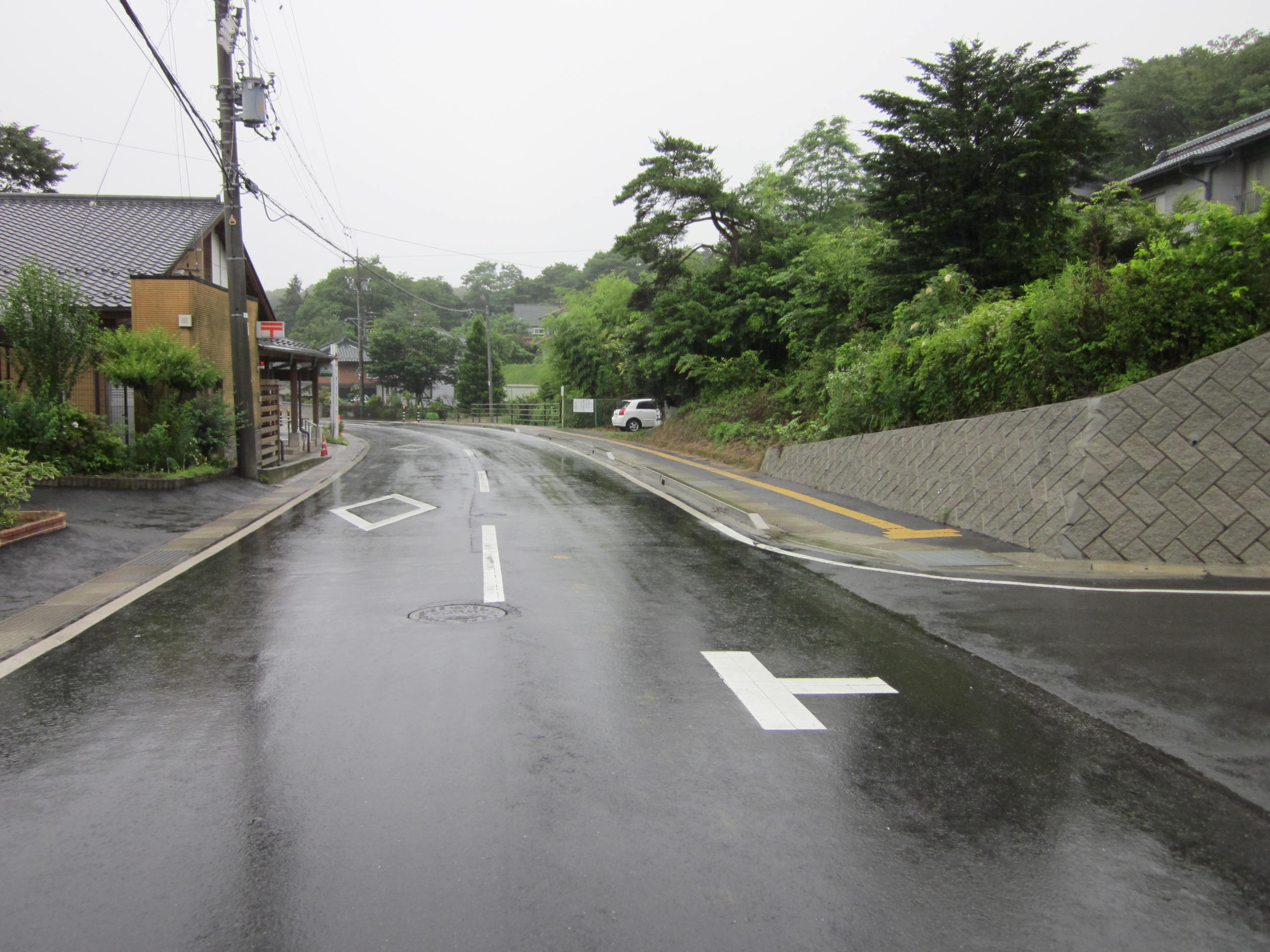
起点の様子

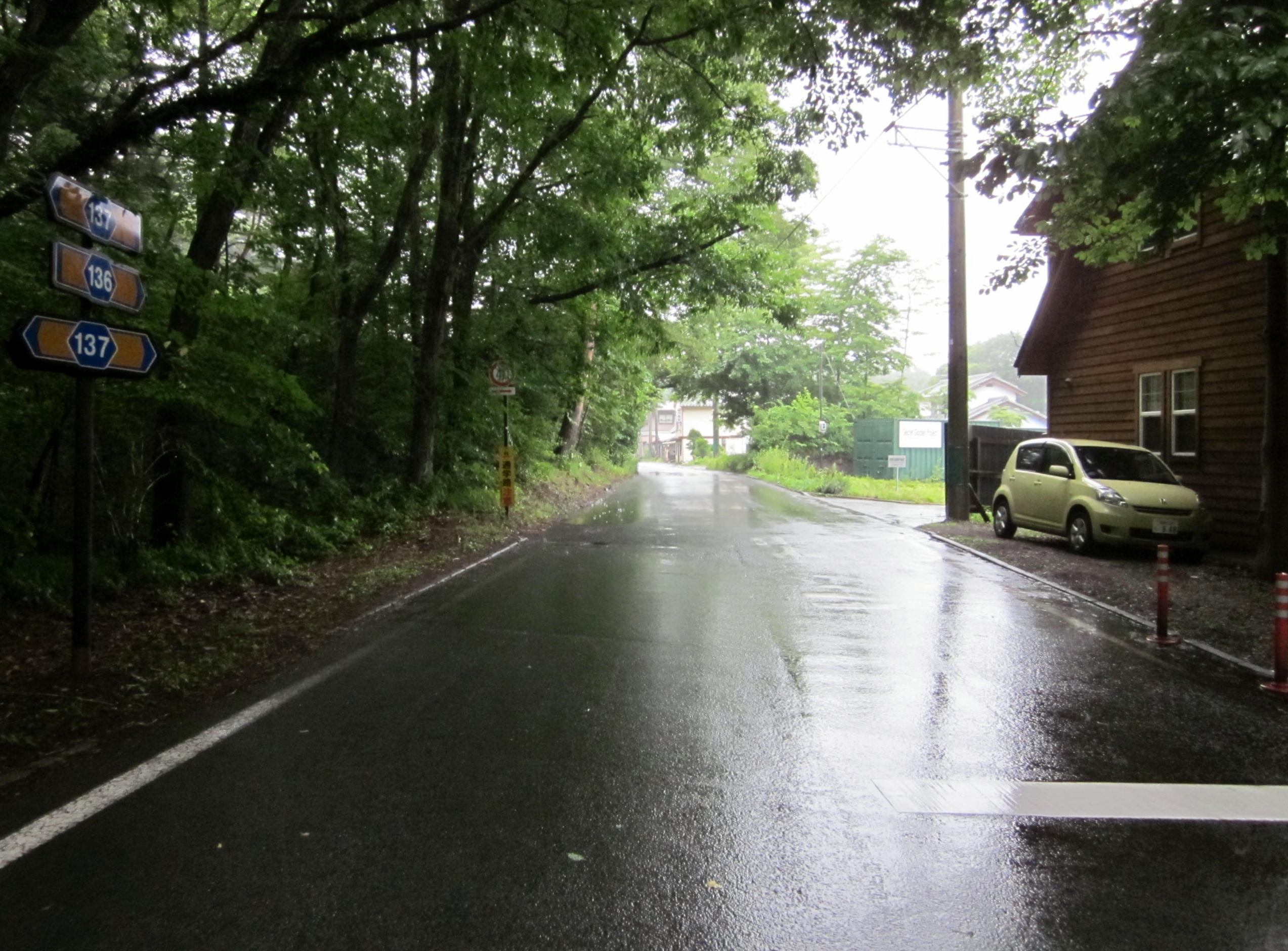
終点の様子

長野県道136号信濃追分停車場線（ながのけんどう136ごう しなのおいわけていしゃじょうせん）は、長野県北佐久郡軽井沢町を通る一般県道である。

## 概要
しなの鉄道しなの鉄道線の信濃追分駅と県道137号借宿小諸線を結ぶ県道。2015年（平成27年）の道路交通センサスによれば、軽井沢町を通る道路の中で最も交通量が少ない道路である。

### 路線データ
- 起点：信濃追分停車場
- 終点：長野県北佐久郡軽井沢町追分（長野県道137号借宿小諸線交点）

## 歴史

### 年表
- 2022年（令和4年）4月～12月（予定）：改良工事が行われる[2]。

## 路線状況

### 交通量
24時間交通量（台）　道路交通センサス
| 区間        | 平成17（2005）年度 | 平成22（2010）年度 | 平成27（2015）年度 |
| ----------- | ------------------ | ------------------ | ------------------ |
| 起点 - 終点 | 715                | 716                | 612                |

（出典：「平成22年度全国道路・街路交通情勢調査 一般交通量調査 箇所別基本表」、「平成27年度全国道路・街路交通情勢調査 一般交通量調査 箇所別基本表」（国交省ホームページ）より一部データを抜粋して作成）

## 地理

### 通過する自治体
- 長野県
  - 北佐久郡軽井沢町

### 接続する道路
- 長野県道137号借宿小諸線 - 北佐久郡軽井沢町追分（終点）

### 沿線
- しなの鉄道しなの鉄道線 信濃追分駅